# Pixie Lott
Victoria Louise Lott (Bromley, London, 12. siječnja 1991.) poznatija kao Pixie Lott, engleska je glumica, pjevačica, tekstopisac i plesačica.

## Životopis
Rođena je u Bromleyju, jugoistočno od Londona. Otac joj je broker, a majka kućanica, ima starijeg brata i sestru. Mama joj je dala nadimak Pixie zato što je odmalena bila mršava i sitna te je uvijek je djelovala jako krhko. Počela je pjevati sa samo pet godina u crkvenom zboru. Pixie od pete godine pohađala i satove plesa, a s 11 je dobila stipendiju za akademiju Italia Conti u Londonu.

## Karijera
S 14 godina već je pjevala prateće vokale za brojne zvijedzde, da bi potom jedan producent čuo njezinu demopjesmu i prepoznao njezin talent. Sada je njezin menadžer David Sonenberg, koji ju je upoznao s tekstopiscem i producentom L.A. Reidom.
Nakon što je početkom 2009. godine izdala singl "Mama Do (Uh Oh, Uh Oh)", pjesma je vrlo brzo dospjela na vrhove glazbenih top ljestvica te je prodana u samo nekoliko dana u više od 50.000 primjeraka. Ona je prva Britanka koja je u novije vrijeme postigla tako velik uspjeh, a da prethodno nije bila u nekom reality showu.

## Osobni život
Lott je u vezi s manekenom Oliverom Cheshireom od 2010. godine. Zaručili su se u studenom 2016. Vjenčali su se u katedrali Ely 6. lipnja 2022., nakon odgode zbog COVID-19.

## Turn It Up
Prvi singl s albuma Turn It Up je "Mama Do (Uh Oh, Uh Oh)", objavljen 6. lipnja 2009. godine. Pjesma je odmah dospjela na prvo mjesto britanske top ljestvice UK Singles Chart te na prvo mjesto iTunes top ljestvice. Drugi singl je "Boys and Girls", objavljen 5. rujna 2009. godine. Pjesma nije doživjela tako velik uspjeh kao prvi singl. Treći singl je "Cry Me Out", objavljen 22. studenog 2009. godine dok je četvrti singl je "Gravity" objavljen 8. ožujka 2010. godine. Peti i posljednji singl je "Turn It Up" objavljen 7. lipnja 2010. godine.

## Diskografija
- 2009.: Turn It Up
- 2011.: Young Foolish Happy
- 2014.: Pixie Lott

## Filmografija
- 2010.: Fred: The Movie
- 2011.: Sweet Baby Jesus

## Vanjske poveznice
- Službena stranica  Arhivirana inačica izvorne stranice od 14. kolovoza 2013. (Wayback Machine)
- Pixie Lott na Allmusic-u
- Pixie Lott na YouTube-u
- Pixie Lott na Internet Movie Database-u